# Dumortierit
Dumortierit (Al,Fe)7(BO3)(SiO4)3O3 je kosočtverečný nerost, boritokřemičitan hliníku a železa. Byl popsán již ve 12. století jako údajný lapis lazuli na lokalitě v Beaunan u Lyonu (Francie), kde se vyskytuje v granátické rule spolu s cordieritem a sillimanitem.

## Vzhled a vlastnosti

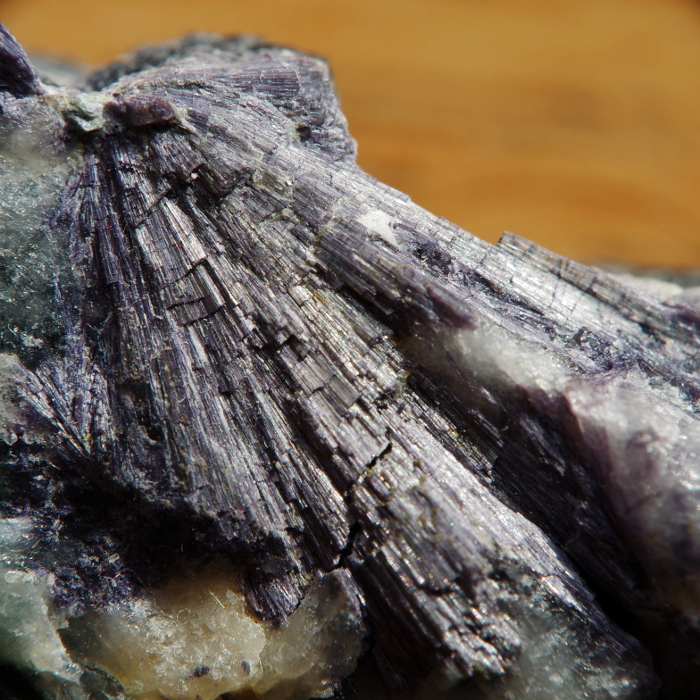
Dumortierit (Psáry), 14 mm

Dumortierit většinou vytváří tence sloupcovité, jehlicovité až vláknité agegáty paprsčitě nebo rovnoběžně uspořádané. Může ale být i kusový. Typická je pro něj fialová barva. Jindy je modrý, červenofialový nebo zelenkavý. Vryp je bílý. Dumortierit je zřetelně štěpný, průsvitný, se skelným až hedvábným leskem.
Tvrdost T = 7, hustota h = 3,4 g·cm−3. Je nemagnetický. Před dmuchavkou se netaví, ztrácí barvu, bělá, zůstává nemagnetický.
Je pleochroický, index lomu n = 1,659 až 1,723, charakter minerálu i charakter zóny jsou negativní.
Dumortierit si můžeme splést například s kyanitem, čaroitem nebo cordieritem.

## Výskyt
Dumortierit nacházíme v některých rulách, pegmatitech, granulitech, žulách, kvarcitech a křemenných žilách.
Většina výskytů má pouze mineralogický význam. Pouze v kvarcitech v Rochesteru, Oreaně a Riverside (USA) je dumortierit těžen jako ruda hliníku. Z dalších významných lokalit ve světě je možné jmenovat Madagaskar, Kačan v Afghánistánu nebo Etembu a Kalkfontein v Namibii. Z našich domácích lokalit se dumortierit vyskytuje v rule ve Vanově u Telče, ve Vojetíně u Rozsoch a v křemenných žilkách v metavulkanitech v Psárech u Jílového.